# Grič pri Dobličah
Grič pri Dobličah este o localitate din comuna Črnomelj, Slovenia, cu o populație de 77 de locuitori.